# گروجتس ماوه
گروجتس ماوه (به لهستانی:  Grodziec Mały) یک روستا در لهستان است که در گمینا گووگوو واقع شده‌است. گروجتس ماوه ۵۰۰ نفر جمعیت دارد.